# Robo de órganos
El robo de órganos es la práctica de extraer órganos humanos a través de cirugía mientras la víctima está muerta o bajo la influencia de drogas. Los órganos pueden ser extirpados ilicítamente y después utilizados para trasplantes, además de la posibilidad de venderlos en el mercado negro.
De vez en cuando, esta práctica es utilizada como una teoría para las desapariciones o asesinos misteriosos, y después el tema es abordado por reportajes sensacionalistas, seguido por el boca a boca como leyenda urbana. De hecho, aunque en ocasiones esta práctica  pueda ser real, la leyenda urbana cae por su peso, dada la dificultad extrema con la que los órganos pueden preservarse post mortem (usualmente necesitando un "donante" que todavía siga viviendo funcionalmente, pero que está clínicamente muerto), condiciones que raramente se dan juntas. Sin embargo, nunca han existido suficientes pruebas para sugerir que la práctica ha ocurrido mediante un sistema organizado. Esto no ha impedido su reiterada representación en las películas de terror y de ficción.

## Cosecha de órganos
Se ha confirmado que los órganos de varios presos en China fueron tomados para trasplantes después de sus ejecuciones (aunque ostensiblemente con su autorización) con ánimo de lucro, a menudo por ciudadanos extranjeros. Se afirma que el sistema autoritario de justicia en China trabaja con mucha "eficiencia" con respecto a los condenados a muerte, y no permite tiempo para ninguna apelación , ni para la interpretación Occidental de un juicio imparcial. Esto ha llevado a diversas acusaciones acerca de que el sistema judicial entero ha sido corrompido por un mecanismo de robo de órganos con el cual el gobierno está de acuerdo. Entre los que reivindican esto están Harry Wu y la Fundación de Investigación de Laogai. Hasta  el 2006, el gobierno chino no tuvo una ley específica que prohibiera la adquisición de órganos sin consentimiento expreso. Sin embargo, incluso con este nuevo estatuto, se mantienen viejos estatutos conflictivos, incluyendo el que permite que las prisiones del Estado usen prisioneros para cualquier fin que beneficie al Estado. 
En julio de 2006, el antiguo Secretario de Estado canadiense, David Kilgour, y el abogado de derechos humanos David Matas, publicaron un reportaje que conluye que "...un gran número de personas de Falun Gong son víctimas de la cosecha de órganos, mientras están vivos..."
En La caza: los criminales de guerra y yo, Carla del Ponte afirma que albaneses de Kosovo contrabandearon con órganos humanos de serbios secuestrados después del fin de la guerra de Kosovo en 1999.